# 鼠色
鼠色是指江戶時期稱呼灰色系整體的一種日本色彩術語，也或指偏藍的灰色。這是一種基於老鼠體毛顏色的命名方式；假如詞頭加上合成詞，則經常以○○鼠簡稱（慣例是不能加「み」；例如「利休鼠」日文讀音為「りきゅうねず」而非「りきゅうねずみ」）。

## 歷史
據信鼠色一詞是於17世紀前半的江戶時代初期誕生。
在平安時代，視灰色系為「沉鈍之色」而稱之為「鈍色」，而「墨色」則是用來指稱近黑的顏色。此時鈍色是用於代表喪事的顏色，在日常生活中則因作為不吉利的顏色而受人不喜。
在鐮倉時代，透過由禪宗帶來的枯山水庭院和水墨畫等無彩藝術風潮，色彩品味從華麗轉為如「墨具五色」式的沈穩，產生了一種在無彩中追尋深度靈性的傾向，並在室町時代發展了侘寂美學。
江戶時代初期，前時代的戰亂餘悸猶存，人們厭惡會令人聯想到火災或火葬等事物的「灰」字，因此誕生了「鼠色」這個色名，取代了鈍色對灰色的指稱性。此外，由於江户幕府提倡節儉、嚴格管制奢侈，庶民可以安心使用的的主要是茶色系、鼠色系、靛藍色系等較為樸素的顏色。而當時的江戶町人則是會為了衣著搭配花費各種心思，例如在和服使用面料樸素但裡料艷麗的的方式，意圖用素色襯托達成艷色更豔的效果。雖然在這個時期如紅鳶色那樣的華麗茶色系仍較受歡迎，但大眾也漸漸地培養轉向對樸質色彩的喜好。
而從江戶中期起，色彩流行趨勢則從茶色轉變成了鼠色。

## 類型
雖然說「鼠色」是加入白與黑降低彩度的一般色系通稱，但若鼠色單獨做為一種顏色、與狹義灰色相比的話，會是稍偏藍的顏色。
- 依顏色濃厚順序：有「消炭鼠」（／）「丼鼠」（／）「濃鼠」（／）「素鼠」（／）「銀鼠」（／）「白鼠」（／）等。銀鼠再略偏白的顏色被稱為「小町鼠（日语：小町鼠）」（／）。
- 與紅色系混合：有「小豆鼠」「臙脂鼠」「猩猩鼠」「紅鼠」「梅鼠」「薄梅鼠」「牡丹鼠」「葡萄鼠」「紅消鼠」「曉鼠」「日出鼠」「鴇鼠」「櫻鼠」等。
- 與黃色系混合：有「山吹鼠」「黃鼠」「玉子鼠」「壁鼠」「生壁鼠」等。
- 與綠色系混合：有「利休鼠（日语：利休鼠）」「柳鼠」「島松鼠」「松葉鼠」「吳竹鼠」「浮草鼠」「軍勝鼠」等。
- 與藍色系混合：有「藍鼠」「藍氣鼠」「相生鼠」「淺蔥鼠」「納戶鼠」「深川鼠」「淀鼠」「浪花鼠」「鴨川鼠」「水色鼠」「空色鼠」「湊鼠」等。
- 與紫色系混合：「紫鼠」「源氏鼠」「貴族鼠」「藤鼠（日语：藤鼠）」「桔梗鼠」「鳩羽鼠」等。
- 與茶色系混合：「茶鼠」「茶氣鼠」「遠州鼠」等。